# Departamento Iriondo
Iriondo es uno de los diecinueve departamentos en los que se divide la provincia de Santa Fe, Argentina. A su vez, se halla subdividido en doce distritos. Su nombre se debe a Simón de Iriondo, dos veces gobernador de Santa Fe, fallecido en 1883, año de creación del Departamento.

## Superficie y límites
El departamento posee una extensión de 3.184 km² y limita al norte con el departamento San Jerónimo, al este y sudeste con el departamento San Lorenzo, al sur con el departamento Caseros y al oeste con el departamento Belgrano.

## Historia
El Departamento Iriondo fue creado por Ley del 26 de octubre de 1883, fecha en que fue dividido en dos el Departamento San Jerónimo, (San Jerónimo e Iriondo). Hasta ese entonces, la Provincia de Santa Fe estaba dividida en cuatro Departamentos, a saber: La Capital, Rosario, San Jerónimo y San José. Mediante otra ley, promulgada el 31 de diciembre de 1890, el Departamento Iriondo se volvió a dividir en dos: (Iriondo y Belgrano), designándose a Cañada de Gómez como cabecera del Dpto. Iriondo que quedó con una superficie de 3.228 km² y a Las Rosas como cabecera del nuevo Departamento Belgrano que quedó con una superficie de 2.452 km².

## Distritos
El departamento comprende un total de 12 distritos, categorizados en 2 municipios:
| Barrio Cicarelli | S/D    |
| Colonia Medici   | S/D    |
| Larguía          | S/D    |
| Totoras          | 11.736 |

Y 10 comunas:
| Comuna         | Población comuna (2010) | Localidad       | Población localidad (2010) |
| Bustinza       | 1.532                   | Bustinza        | 1.098                      |
| Carrizales     | 1.241                   | Clarke          | 1.041                      |
| Clason         | 1.127                   | Clason          | 484                        |
| Correa         | 6.020                   |                 |                            |
| -------------- | ----------------------- | --------------- | -------------------------- |
| Correa         | 6.020                   | Berreta         | 10                         |
| Correa         | 6.020                   | Correa          | 5.792                      |
| Lucio V. López | 736                     | Lucio V. López  | 485                        |
| Oliveros       | 4.697                   | Oliveros        | 3.800                      |
| Pueblo Andino  | 2.226                   |                 |                            |
| Pueblo Andino  | 2.226                   | Pueblo Andino   | 1.784                      |
| Pueblo Andino  | 2.226                   | Villa La Ribera | 408                        |
| Salto Grande   | 2.181                   | Salto Grande    | 1.944                      |
| Serodino       | 3.675                   | Serodino        | 3.263                      |
| Villa Eloisa   | 3.144                   |                 |                            |
| Villa Eloisa   | 3.144                   | San Ricardo     | S/D                        |
| Villa Eloisa   | 3.144                   | Villa Eloisa    | 2.820                      |

## Demografía
Según los resultados definitivos del censo de 2022 la población del departamento alcanza los 74.504 habitantes.
La población se encuentra repartida en 38 250 mujeres y 36 254 hombres, con un índice de masculinidad de 94,8 hombres por cada 100 mujeres. 
La edad mediana de la población es de 36 años (36 años entre las mujeres y 35 años entre los hombres).
El 14,8% de la población tiene más de 65 años (mismo porcentaje que en 2010), y el 3,6% de la población tiene más de 80 años (lo que supone un retroceso frente al 4,0% en 2010)
De las personas residentes en el departamento, unas 8 560 (11,5% del total departamental) nacieron en otra provincia, y unas  507 (0,7% del total departamental) lo hicieron fuera del país, siendo los grupos de inmigrantes más numerosos los provenientes de:
- Paraguay: 74 personas
- Uruguay: 59 personas
- Italia: 46 personas
- España: 43 personas
- Bolivia: 38 personas